# Ricardo Palma (Perú)
Ricardo Palma, originalmente y hasta 1944 llamado San Pedro de Mama, es un pueblo peruano, capital del distrito homónimo, perteneciente a la provincia de Huarochirí del departamento de Lima, en el Perú.

## Demografía
En el 2017 tenía una población de 5358 habitantes según el INEI.
| Gráfica de evolución demográfica de Ricardo Palma entre 1993 y 2017 |
|                                                                     |
| Fuentes: Población 1993 y 2017                                      |